# Harmannsdorf (Dolna Austria)
Harmannsdorf – gmina targowa w Austrii, w kraju związkowym Dolna Austria, w powiecie Korneuburg. Według Austriackiego Urzędu Statystycznego liczyła 3 887 mieszkańców (1 stycznia 2014).